# Hilfikon
Hilfikon foi uma comuna da Suíça, no Cantão Argóvia, com cerca de 233 habitantes. Estendia-se por uma área de 1,72 km², de densidade populacional de 135 hab/km². Confinava com as seguintes comunas: Büttikon, Sarmenstorf, Seengen, Villmergen.
A língua oficial nesta comuna era o Alemão.

## História
Em 1 de janeiro de 2010, passou a formar parte da comuna de Villmergen.